# Calisson

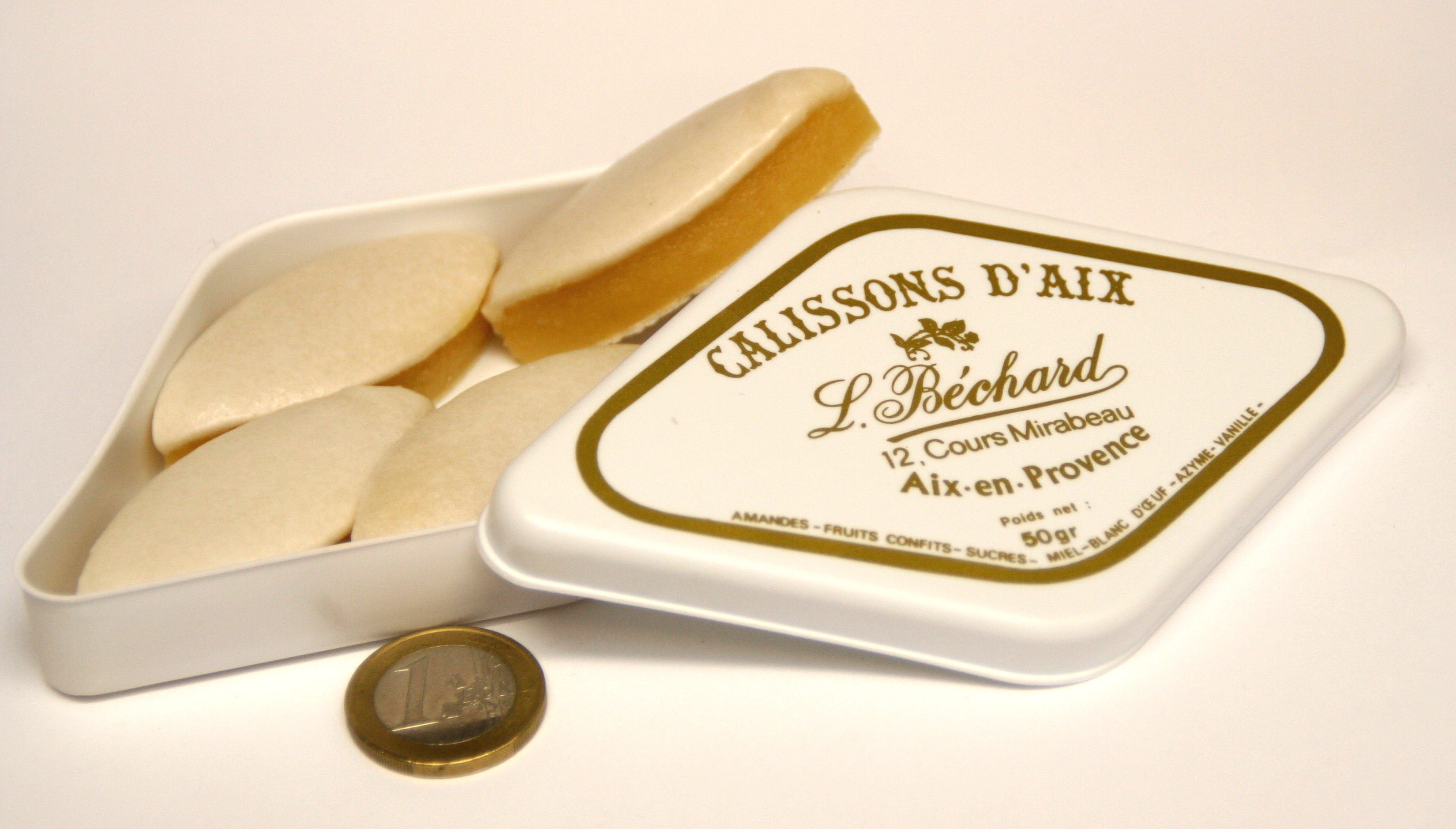
Calissons.

El Calisson es un dulce tradicional francés que consiste en una pasta suave y homogénea, de color amarillo pálido, con aromas a frutas (en especial a melones y naranjas) y almendras molidas recubiertas de una capa de caramelo blanco (royal glaze).
Los calissons poseen una textura similar al mazapán, pero con un toque más afrutado, en el que el melón le proporciona un sabor característico. Los calissons poseen forma romboidal, que recuerda a las almendras y suelen ser del orden de medio centímetro de ancho. Los calissons se han identificado principalmente con la ciudad de Aix-en-Provence, Francia, por lo que la mayor parte de la producción mundial proviene de la región de Provenza.